# Paranesidea bensoni
Paranesidea bensoni är en kräftdjursart som beskrevs av Teeter 1975. Paranesidea bensoni ingår i släktet Paranesidea och familjen Bairdiidae. Inga underarter finns listade i Catalogue of Life.